# Gunung Saneubit
Gunung Saneubit är ett berg i Indonesien.   Det ligger i provinsen Aceh, i den västra delen av landet, 1 700 km nordväst om huvudstaden Jakarta. Toppen på Gunung Saneubit är 1 469 meter över havet, eller 85 meter över den omgivande terrängen. Bredden vid basen är 1,8 km.
Terrängen runt Gunung Saneubit är huvudsakligen kuperad, men norrut är den bergig.Runt Gunung Saneubit är det ganska tätbefolkat, med 52 invånare per kvadratkilometer. I omgivningarna runt Gunung Saneubit växer i huvudsak städsegrön lövskog.